# Wahlenbergia densicaulis
Wahlenbergia densicaulis är en klockväxtart som beskrevs av Wilhelm Georg Baptist Alexander von Brehmer. Wahlenbergia densicaulis ingår i släktet Wahlenbergia och familjen klockväxter.
Artens utbredningsområde är Namibia. Inga underarter finns listade i Catalogue of Life.